# Adonisea intermontana
Adonisea intermontana är en fjärilsart som beskrevs av David F. Hardwick 1958. Adonisea intermontana ingår i släktet Adonisea och familjen nattflyn. Inga underarter finns listade i Catalogue of Life.